# Saquella Caffè
La Saquella Caffè è un'azienda italiana produttrice di caffè tostato, fondata nel 1856 in Abruzzo, precisamente a Chieti dai fratelli Clemente ed Antonio Saquella.

## Storia
Fondata a Chieti nel 1856 dai fratelli Clemente ed Antonio Saquella; nel 1945 dopo la fine della guerra, viene fondato un nuovo stabilimento a Pescara dove l'azienda si espande anche a livello nazionale; l'azienda nel 2025 ha ottenuto il riconoscimento di Marchio storico di interesse nazionale; l'azienda è stata in passato nel 2016 anche main sponsor del Pescara Calcio.